# Машан Стојовић
Машан Стојовић (Јовине Ливаде, 1887 — Ивањица, 1917) био је српски јунак и добитник Крађорђеве звезде са мачевима.

## Биографија
Рођен је 1887. године у селу Јовине Ливаде на Пасјачи, срез прокупачки. Био је наредник у српској војсци и приликом повлачења 1915. године остао је у свом крају. Још пре избијања Топличког устанка већ је имао своју чету, а у току устанка био је један од најуспешнијих четовођа. Борио се са својом четом у одреду Косте Вујановића.

Када је крајем 1917. године преосталим устаницима опстанак у Топлици постао немогућ, Стојовић се са својих десетак најбољих сабораца пребацује у околину Ивањице. У селу Јевцу код Ивањице били су од стране једног мештанина проказани аустријској потерној чети и у неравноправној борби, средином децембра сви изгинули. Машан се убио са последњим метком. 

После рата, указом бр. 44632, објављеном у Службеним новинама Краљевине СХС, Машан је за заслуге у Топличком устанку посмртно одликован Сребрним војничким орденом КЗ са мачевима.

Када је погинуо имао је 30 година, био је ожењен и имао је једног сина.